# Les Paul

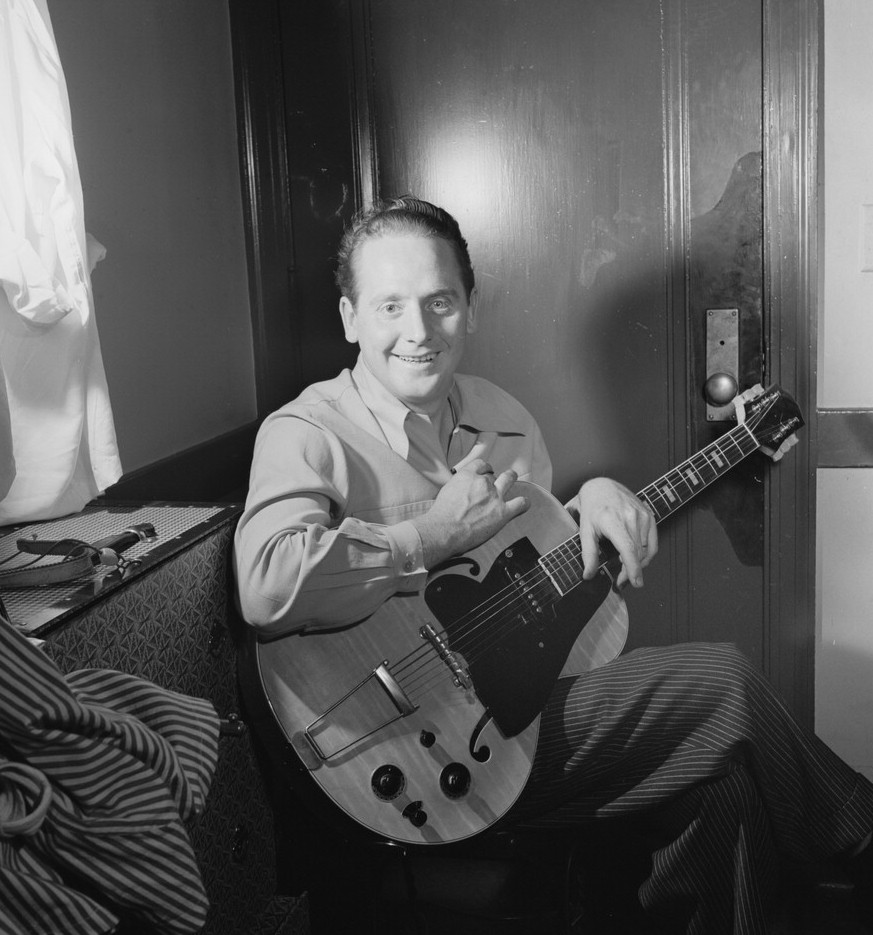
Les Paul, 1947 (foto: William P. Gottlieb)

Les Paul (9. června 1915, Waukesha, Wisconsin – 13. srpna 2009 White Plains, New York), vlastním jménem Lester William Polsfuss, byl americký jazzový kytarista a vynálezce. Byl průkopníkem vývoje elektrické kytary, která nejspíše „vytvořila zvuk rock and rollu“. Jeho další vylepšení zahrnují overdubbing, delay efekt, fázování efektů a vícestopé nahrávání.
O muziku se zajímal od 8 let, kdy začal hrát na harmoniku. Po pokusech hrát na banjo začal hrát na kytaru.
Byla po něm pojmenována kytara Gibson Les Paul, jejímž byl spolutvůrcem.

## Diskografie

### Alba
- The Les Paul Trio
- Swingin' South
- Lover's Luau
- Warm and Wonderful
- The World is Still Waiting for the Sunrise
- New Sound
- Hits of Les and Mary
- Les Paul Now!
- Chester and Lester - album with Chet Atkins
- Les Paul: The Legend and the Legacy (1996; box set se čtyřmi CD zaznamávající jeho dobu u Capitol Records)
- Les Paul & Friends: American Made World Played